# Казахстан на Светском првенству у атлетици у дворани 1993.
Казахстан је од стицања независности  први пут учествовао на  4. Светском првенству у атлетици у дворани 1995. одржаном у Торонту од 12. до 14. март. Репрезентацију Казахстана представљале тројица атлетичара косу се такмичили у три дисциплине.
На овом првенству Казахстан је освојио прву медаљу на светским првенствима у дворани. По броју освојених медаља делило је 18. место са једном сребрном  медаљом. У табели успешности према броју и пласману такмичара који су учествовали у финалним такмичењима (првих 8 такмичара) Казахстан је са једном учесником у финалу делило 25. место са 7 бодова.
| Плас. | Земља     | 1. место | 2. место | 3. место | 4. место | 5. место | 6. место | 7. место | 8. место | Бр. финал. | Бод. |
| ----- | --------- | -------- | -------- | -------- | -------- | -------- | -------- | -------- | -------- | ---------- | ---- |
| =25.  | Казахстан | 0        | 1        | 0        | 0        | 0        | 0        | 0        | 0        | 1          | 7    |

## Учесници
Мушкарци:
- Виталиј Савин — 60 м
- Григориј Јегоров — Скок мотком
- Игор Потапович — Скок мотком

## Освајачи медаља (1)

### Сребро (1)
- Григориј Јегоров — Скок мотком

## Резултати

### Мушкарци
| Атлетичар        | Дисциплина  | Лични рекорд | Квалификација | Квалификација | Полуфинале           | Полуфинале           | Финале               | Финале       | Детаљи |
| Атлетичар        | Дисциплина  | Лични рекорд | Резултат      | Место         | Резултат             | Место                | Резултат             | Место        | Детаљи |
| ---------------- | ----------- | ------------ | ------------- | ------------- | -------------------- | -------------------- | -------------------- | ------------ | ------ |
| Виталиј Савин    | 60 м        | 6,51         | 7,45          | 4. у гр. 2    | Није се квалификовао | Није се квалификовао | Није се квалификовао | 26 / 62 (64) |        |
| Григориј Јегоров | Скок мотком | 5,90 НР      | 5,50 кв       | 1. у гр. Б    |                      |                      | 5,80                 |              |        |
| Игор Потапович   | Скок мотком | 5,75         | 5,50 кв       | 1. у гр. Б    | 5,50                 | 9 / 13 (21)          |                      |              |        |